# Manuel Aznar Acedo
Manuel Aznar y Acedo (Bilbao, 1916. – 12. siječnja 2001.) bio je baskijsko-španjolski novinar i radio-emiter.
Bio je sin Manuela Aznara Zubigaraya i otac José María Aznara Lópeza.
Bio je član falangističkog pokreta te je tijekom Španjolskog građanskog rata služio kao časnik zadužen za propagandu španjolske nacionalističke vojske. Nakon rata, radio je za Cadena SER (1942. – 1962.) i Radio Nacional de España (1962. – 1965.), te je imenovan za suurednika   odjela za radio službu i turizam (1964. – 1967.). Također je osnovao novine Hoja Oficila de Alicante, Avance i Levante. Godine 1967., on postao je prvi ravnatelj Escuela Oficial de Radiodifusión y Televisión, službene škole za radijsko i televizijsko emitiranja.
Bio je oženjen. On i supruga Elvira López su imali četvero djece:
- Manuel Aznar y López
- María de las Mercedes Aznar y López
- Elvira Aznar y López
- José María Aznar Alfredo y López

## Vanjske poveznice
- http://elpais.com/diario/2001/01/13/espana/979340419_850215.html (šp.)
- http://www.abc.es/hemeroteca/historico-13-01-2001/abc/Nacional/muere-manuel-aznar-periodista-y-renovador-de-la-radio-en-espa%C3%B1a_4050.html (šp.)